# Blashford

Blashford est un petit hameau situé dans le parc national New Forest dans le comté du Hampshire, en Angleterre. La ville la plus proche est Ringwood, qui se situe approximativement 1,6 km au sud du village. Le hameau fait partie de la paroisse civile d'Ellingham, Harbridge et Ibsley.
À proximité du village, dans la vallée de l'Avon, à l'extrémité ouest de la New Forest, se trouve la réserve naturelle des lacs Blashford, créée par le creusement de la carrière de sable et de gravier. La réserve faunique de près de 200 ha est gérée par le  Wildlife Trust en partenariat avec le  New Forest District Council et les propriétaires fonciers  de la Wessex Water , Bournemouth et West Hampshire Water. 
Blashford Lakes est un site international important pour des milliers d'oiseaux sauvages.